# فرط بروتينات الدم الشحمية المحدث بالأدوية
فرط بروتينات الدَّم الشَّحميَّة المُحدث بالأدوية هو حالةٌ طبيَّة تحدث بسبب انخفاض نشاط ليباز البروتين الشحمي مما يؤدي إلى ظهورٍ أورامٍ صفراء.:535